# Théâtre Édouard VII

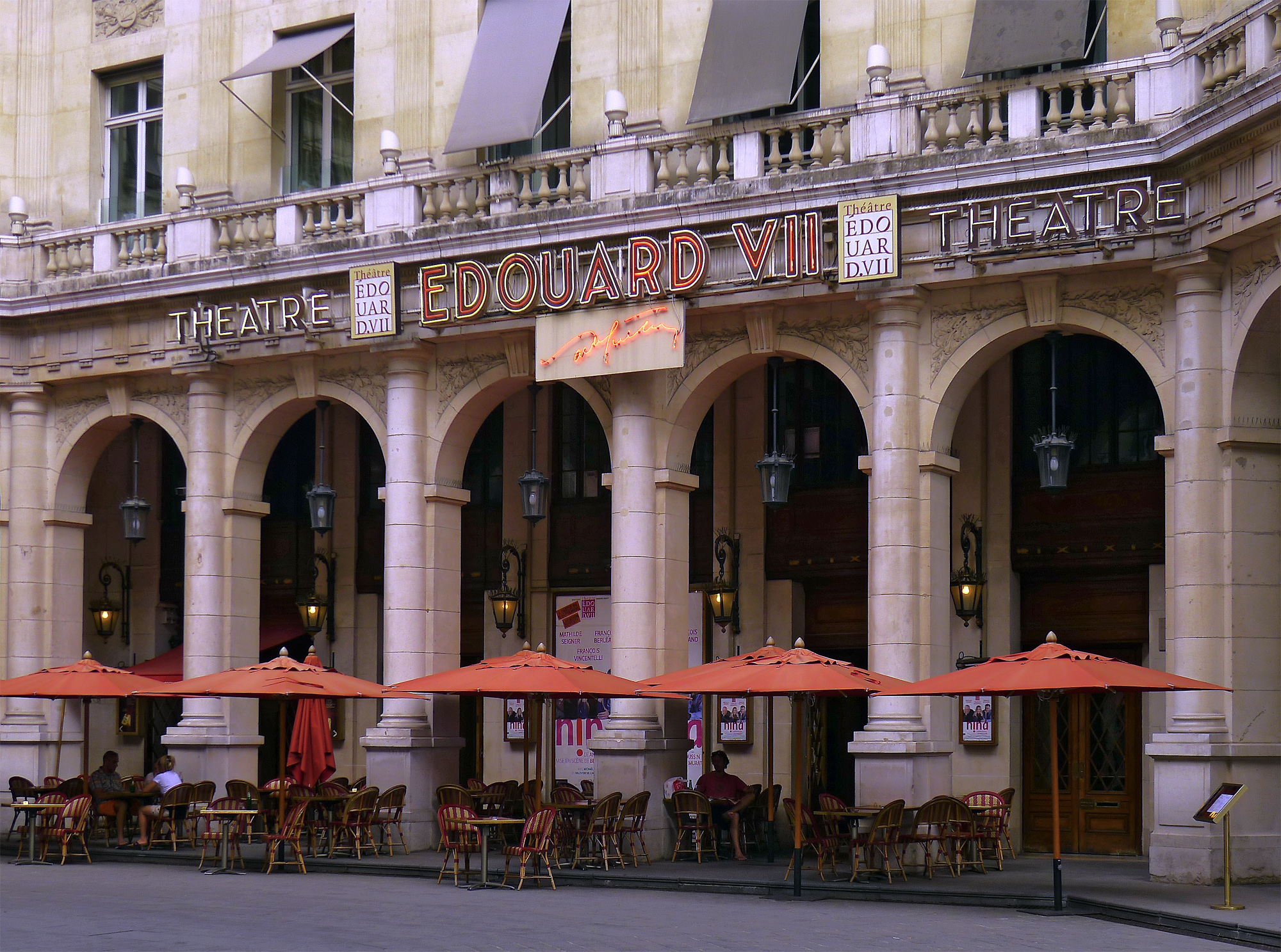
Théâtre Édouard VII em 2013

O Théâtre Édouard VII, também chamado théâtre Édouard VII - Sacha Guitry, está localizado em Paris, entre a Madeleine e a Opéra Garnier, no 9º bairro. O teatro foi inaugurado em 1913 na praça onde está uma estátua do rei Eduardo VII, um grande admirador da cultura francesa, que era conhecido como "o mais parisiense de todos os reis". Na primeira metade do século XX, sob a direção de Sacha Guitry, o teatro tornou-se um símbolo da amizade anglo-francesa e o local onde os franceses puderam descobrir e apreciar o teatro anglo-saxónico. Importantes figuras das artes, do cinema e do teatro já se apresentaram no Teatro Eduardo VII, incluindo Orson Welles, Eartha Kitt e outros. Pablo Picasso criou adereços para uma peça no Théâtre Edouard VII em 1944.